# Kitty Kuse
Käthe ‚Kitty‘ Kuse (* 17. März 1904 in Schöneberg bei Berlin als Hedwig Emma Käthe Kuse; † 7. November 1999 in Berlin) war eine Aktivistin lesbischer Emanzipation in Deutschland nach dem Zweiten Weltkrieg. Sie rief die erste Gruppe für ältere lesbische Frauen ins Leben und war Gründerin, Herausgeberin und Autorin der Monatszeitschrift UKZ – Unsere kleine Zeitung.

## Leben

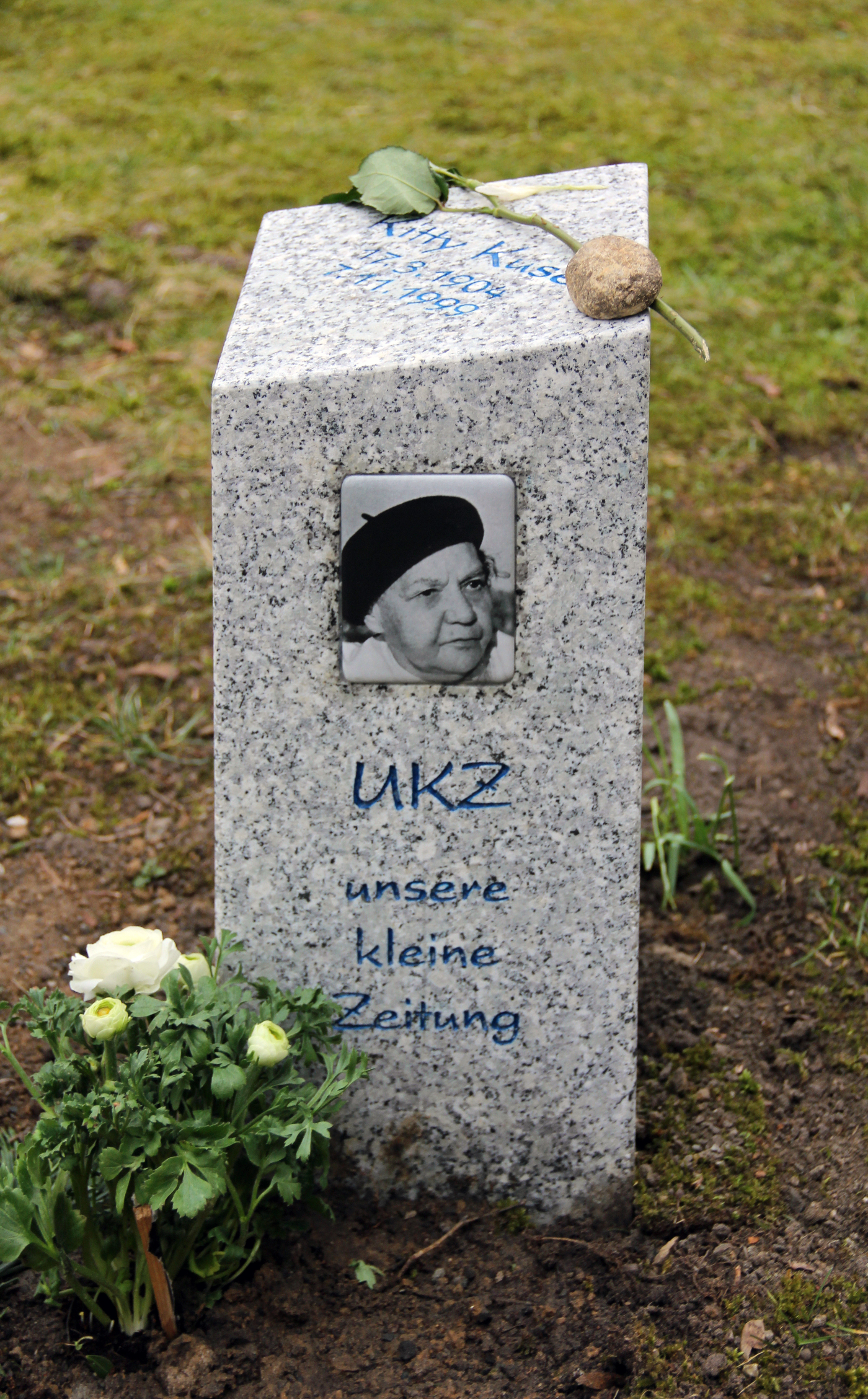
Gedenkstein für Kitty Kuse auf dem Alten St.-Matthäus-Kirchhof in Berlin

Kitty Kuse wuchs in einem politisch linken Arbeiter-Milieu in Berlin-Schöneberg auf. Nach der Volksschule und einer Berufsausbildung arbeitete sie als kaufmännische Angestellte.
In der Zeit des Nationalsozialismus trat Kitty Kuse nicht in die NSDAP ein und gehörte auch keiner NS-Organisation an. Sie war lange arbeitslos und später als Locherin am Fließband tätig. Sie verbarg ihre sexuelle Identität und überlegte sich einen männlichen Vornamen zuzulegen. Ein Arzt von Magnus Hirschfelds Institut für Sexualwissenschaft riet ihr davon ab, damit sie bei den Nazis nicht aktenkundig werde. Lesben, die als Jüdinnen verfolgt wurden, unterstützte sie. So brachte sie Gertrude Sandmann Lebensmittel quer durch Berlin ins Versteck. Nach dem Zweiten Weltkrieg lebte sie in Ost-Berlin, holte das Abitur nach und studierte Wirtschaftswissenschaften.
Vor dem Mauerbau zog sie mit ihrer Lebensgefährtin nach West-Berlin. In den 1950er und 1960er Jahren stand lesbische Sexualität zwar nicht unter Strafe, „doch die im Nationalsozialismus bestehende Repression gegen jegliche Lebensweise, die nicht dem klassischen Familienbild und dem Ideal der Hausfrauenehe entsprach, setzte sich fort. Frauenliebende Frauen waren einem massiven Heiratsdruck ausgesetzt, der sie zu einem Doppelleben zwang und zum Leugnen ihrer sexuellen Orientierung. Die Tabuisierung wirkte so weit, dass selbst noch heute für Zeuginnen dieser Zeit die Worte ‚lesbisch‘ oder ‚Lesbe‘ kaum aussprechbar sind“. In der feministischen Bewegung der 1970er Jahre wurde der Name ‚Lesbe‘ von einer diskriminierenden in eine positive widerständige Bezeichnung umgewertet.
Kitty Kuse gründete im November 1974 zusammen mit anderen Frauen die Gruppe „L 74“. „L“ stand für Lesbos, „74“ für das Gründungsjahr. In der Gruppe trafen sich ältere berufstätige oder schon pensionierte Frauen zunächst in den Räumen der Homosexuellen Aktion Westberlin (HAW). Einige von ihnen hatten noch die Lesbenkultur in der Weimarer Zeit kennengelernt. Es war der erste Zusammenschluss älterer Lesben, deren Lebensrealitäten sich von denen jüngerer in der Bewegung unterschieden. Gertrude Sandmann und ihre Lebensgefährtin Tamara Streck gehörten zu den gelegentlichen Mitarbeiterinnen. Ab Februar 1975 gab Kuse die kleinformatige Monatszeitschrift der Gruppe UKZ – Unsere kleine Zeitung heraus, die bis 2001 existierte. Sandmanns Zeichnung Liebende illustrierte jahrelang das Titelblatt. Die Publikation sollte dazu beitragen, Homophobie und Sexismus in der Gesellschaft sichtbar zu machen, und lesbische Frauen ermutigen, aus der Isolation herauszutreten.

„Kitty Kuse war nie eine Femme fatale und lebte doch jenseits aller Konventionen. Sie hatte seit ihrem 16. Lebensjahr Frauenbeziehungen und doch nie Kontakt zur schillernden Subkultur der Weimarer Zeit […] Kitty Kuse brachte das Kunststück fertig, mit dem Strom zu schwimmen und doch gegen den Strich zu leben.“

An Kuses 112. Geburtstag wurde im Rahmen des 160-jährigen Jubiläums des Alten St.-Matthäus-Kirchhofs in Berlin und des Berliner Frauenmärz 2016 ein Gedenkstein für Kitty Kuse verlegt, um an die Pionierin der Lesbenbewegung zu erinnern. Eva Rieger und Christiane von Lengerke würdigten ihr Leben. Im Juni 2017 erhielt eine Grünanlage in Berlin-Schöneberg den Namen Kitty-Kuse-Platz.

## Dokumentarfilm
- Tille Ganz: Kitty Kuse, Porträtfilm, 45 Min, 1985/94[14]